# Muzeum i Archiwum Węgierskiej Polonii
Muzeum i Archiwum Węgierskiej Polonii powstało w 1998 roku jako pierwsza instytucja węgierskiego środowiska polonijnego. W 2015 roku instytucja zmieniła nazwę na Polski Instytut Badawczy i Muzeum.
Muzeum powstało z inicjatywy Konrada Sutarskiego. Organem założycielskim i nadzorczym placówki był Ogólnokrajowy Samorząd Mniejszości Polskiej na Węgrzech, nadzór merytoryczny natomiast sprawowany był przez węgierskie Ministerstwo Kultury i Oświaty. Muzeum posiadało dwie filie. Pierwsza – od 2003 roku, pod nazwą „Dom pamięci Derenku” – znajdowała się we wsi Andrástanya. Druga – od 2008 roku – w Derenku. Zbiory muzeum dotyczyły historii węgierskiej Polonii oraz historii kontaktów polsko-węgierskich i węgiersko-polskich. Oddział archiwalny specjalizował się w gromadzeniu materiałów dotyczących organizacji polonijnych na Węgrzech.